# مالربا ۹۸۹۷
سیارک ۹۸۹۷ (به انگلیسی: 9897 Malerba، نامگذاری:1996CX7) نه هزار و هشتصد و نود و هفتمین سیارک کشف شده‌است که در ۱۴ فوریه ۱۹۹۶ کشف شد.
قدر مطلق سیارک برابر ۱۴٫۱۰ است.